# نورمان بيلي (مغني)
نورمان بيلي (بالإنجليزية: Norman Bailey)‏ هو مغني ومغني أوبرا بريطاني، ولد في 23 مارس 1933 في برمنغهام في المملكة المتحدة.

## وصلات خارجية
- نورمان بيلي على موقع IMDb (الإنجليزية)
- نورمان بيلي على موقع ميوزك برينز (الإنجليزية)
- نورمان بيلي على موقع أول ميوزيك (الإنجليزية)
- نورمان بيلي على موقع ديسكوغز (الإنجليزية)
- نورمان بيلي على موقع قاعدة بيانات الفيلم (الإنجليزية)